# Prague Open 2024
Il Prague Open 2024, conosciuto anche come Livesport Prague Open per motivi di sponsorizzazione, è stato un torneo di tennis facente parte della categoria WTA 250 nell'ambito del WTA Tour 2024. È stata la 15ª edizione del torneo. Il torneo si è giocato su campi in terra rossa al TK Sparta Praha di Praga in Repubblica Ceca dal 21 al 26 luglio 2024.

## Partecipanti

### Teste di serie
| Nazionalità | Giocatrice                | Ranking* | Testa di serie |
| ----------- | ------------------------- | -------- | -------------- |
| Rep. Ceca   | Linda Nosková             | 26       | 1              |
| Rep. Ceca   | Kateřina Siniaková        | 38       | 2              |
| Ucraina     | Anhelina Kalinina         | 47       | 3              |
| Polonia     | Magda Linette             | 48       | 4              |
| Bulgaria    | Viktorija Tomova          | 49       | 5              |
| Polonia     | Magdalena Fręch           | 56       | 6              |
| Argentina   | Nadia Podoroska           | 71       | 7              |
| Slovacchia  | Anna Karolína Schmiedlová | 79       | 8              |

* Ranking al 15 luglio 2024.

### Altre partecipanti
Le seguenti giocatrici hanno ricevuto una wild card:
- Renáta Jamrichová
- Barbora Palicová
- Laura Samson

Le seguenti giocatrici sono passate dalle qualificazioni:

- Mona Barthel
- Louisa Chirico
- Oksana Selechmet'eva
- Anastasija Soboljeva
- Tara Würth
- Katarina Zavac'ka

Le seguenti giocatrici sono entrate in tabellone come lucky loser:
- Ena Shibahara
- Alison Van Uytvanck
- Kathinka von Deichmann

### Ritiri
Prima del torneo
- Barbora Krejčiková → sostituita da  Suzan Lamens
- Camila Osorio → sostituita da  Astra Sharma
- Daria Saville → sostituita da  Sára Bejlek
- Wang Xinyu → sostituita da  Eva Lys
- Renata Zarazúa → sostituita da  Jana Fett
- Zheng Saisai → sostituita da  Zeynep Sönmez

## Partecipanti al doppio

### Teste di serie
| Nazione       | Giocatrice         | Nazione       | Giocatrice           | Ranking* | Teste di serie |
| ------------- | ------------------ | ------------- | -------------------- | -------- | -------------- |
| Rep. Ceca     | Barbora Krejčíková | Rep. Ceca     | Kateřina Siniaková   | 24       | 1              |
| Giappone      | Shūko Aoyama       | Giappone      | Ena Shibahara        | 50       | 2              |
| Taipei cinese | Hsieh Su-wei       | Taipei cinese | Tsao Chia-yi         | 141      | 3              |
| Italia        | Camilla Rosatello  | Belgio        | Kimberley Zimmermann | 163      | 4              |

* Ranking al 15 luglio 2024.

### Altre partecipanti
Le seguenti coppie di giocatrici hanno ricevuto una wild card per il tabellone principale:
- Renáta Jamrichová /  Laura Samson
- Bethanie Mattek-Sands /  Lucie Šafářová

## Punti
| Evento    | V   | F   | SF | QF | 2T   | 1T | Q    | Q2   | Q1   |
| Singolare | 250 | 163 | 98 | 54 | 30   | 1  | 18   | 12   | 1    |
| Doppio    | 250 | 163 | 98 | 54 | N.D. | 1  | N.D. | N.D. | N.D. |

## Montepremi
| Evento    | V        | F        | SF       | QF      | 2T      | 1T      | Q2      | Q1      |
| Singolare | 35 250 $ | 20 830 $ | 11 610 $ | 6 608 $ | 4 040 $ | 2 890 $ | 2 140 $ | 1 380 $ |
| Doppio*   | 12 820 $ | 7 210 $  | 4 140 $  | 2 470 $ | N.D.    | 1 900 $ | N.D.    | N.D.    |

*per team

## Campionesse

### Singolare
Magda Linette ha sconfitto in finale  Magdalena Fręch con il punteggio di 6-2, 6-1.
- É il terzo titolo in carriera per Linette, il primo della stagione.

### Doppio
Barbora Krejčiková /  Kateřina Siniaková hanno sconfitto in finale  Bethanie Mattek-Sands /  Lucie Šafářová con il punteggio di 6-3, 6-3.